# NOM-004-STPS-1999

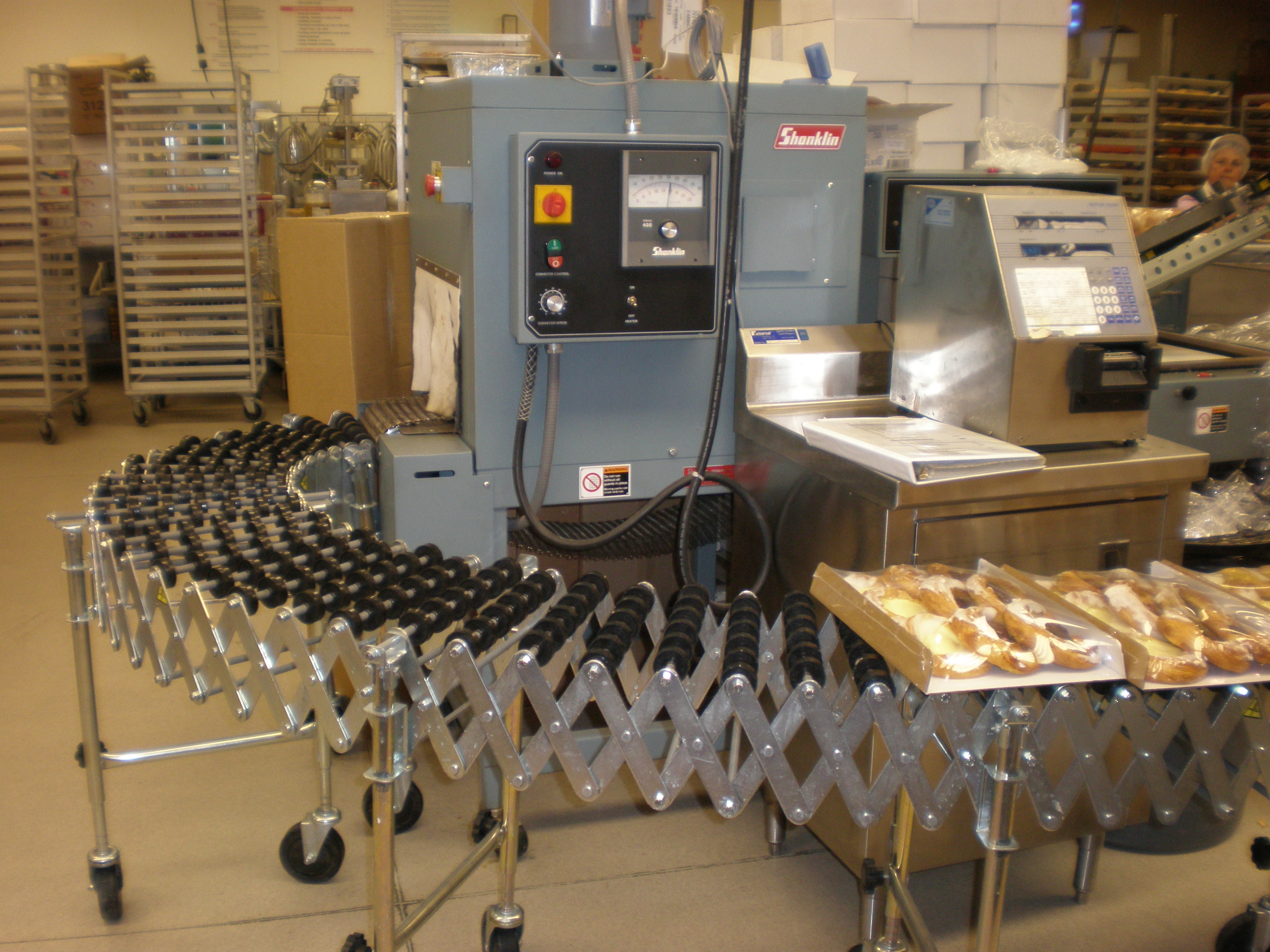
La NOM-004-STPS establece medidas de prevención para evitar riesgos de trabajo relacionados con la maquinaria industrial

NOM-004-STPS es una norma oficial mexicana en materia de prevención de accidentes relacionados con el uso de maquinaria. Es una norma de carácter obligatorio dentro de todo el territorio nacional mexicano. Es una de las normas vigentes desde hace mucho tiempo ya que su última versión fue publicada desde 1999.